# Димитриу, Димитрис
Димитрис Димитриу (греч. Στέλιος Δημητρίου; 15 января 1999) — кипрский футболист, вратарь клуба «Аполлон» (Лимасол) и сборной Кипра.

## Биография

### Клубная карьера
Воспитанник клуба «Анортосис», в котором и начал профессиональную карьеру. Дебютировал в чемпионате Кипра 26 августа 2018 года в матче первого тура против клуба «Докса» (1:0) и не пропустил голов. По ходу своего дебютного сезона 19-летний игрок стал фактически основным вратарём и сыграл в 20 матчах (из 32), в которых пропустил 24 гола.

### Карьера в сборной
Выступал за сборные Кипра до 17, до 19 и до 21 года.